# Cykle oceaniczne Fischera

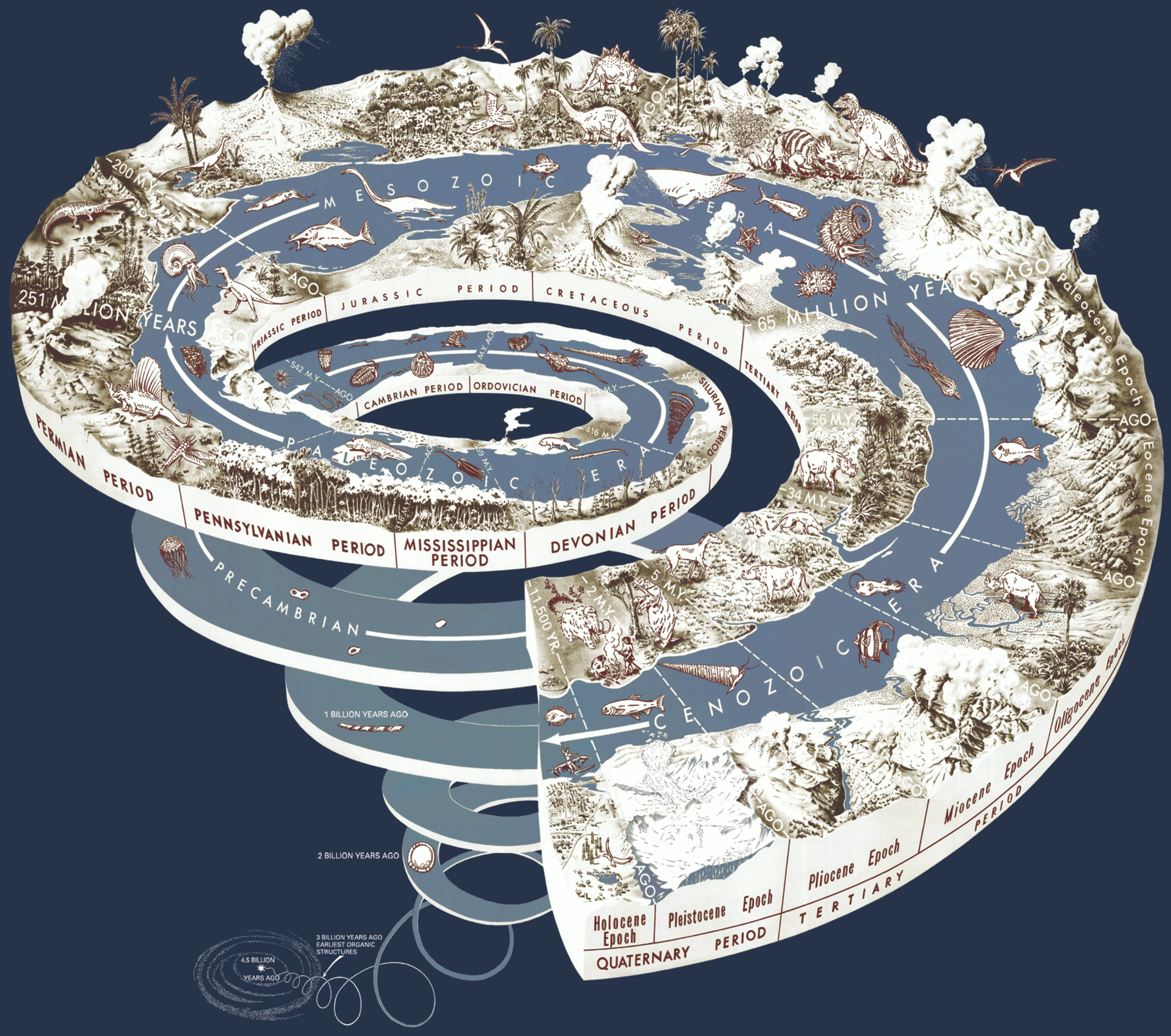
Hipoteza Fischera została opracowana na podstawie wyników badań dotyczących fanerozoiku (542 mln lat; paleozoik, mezozoik i kenozoik)

Cykle oceaniczne, megacykle Fischera – opracowana przez Alfreda G. Fischera koncepcja sugerująca istnienie w historii Ziemi stosunkowo regularnie występujących naprzemiennych okresów „cieplarni” i „chłodni”, trwających po ok. 30 mln lat. Uzasadnieniem pierwszej nazwy tej hipotezy jest fakt, że przejścia cieplarnia–chłodnia–cieplarnia... Fischer powiązał z charakterystycznymi zmianami termicznej stratyfikacji wód oceanów (zob. stratyfikacja termiczna wody w jeziorze).

## Zespół badawczy
Opracowanie koncepcji „megacykli” było poprzedzone wieloletnimi badaniami stratygraficznymi, umożliwiającymi podjęcie próby wykazania korelacji między prawdopodobną temperaturą wody oceanów i zawartością tlenu a biologiczną różnorodnością ekosystemów morskich. Badania prowadziły interdyscyplinarne zespoły naukowców; poza A.G. Fischerem brali w nich udział między innymi:
- Walter Alvarez – geolog i paleontolog, jeden z twórców hipotezy o późnokredowym impakcie jako przyczynie wyginięcia dinozaurów[5]
- Howard T. Odum – pionier współczesnej ekologii, zainteresowany głównie ekosystemami wodnymi[6]
- Michael A. Arthur – specjalista w dziedzinie geologii morskiej, geochemii izotopów stabilnych, geochemii osadów dennych[7]
- Isabella Premoli Silva – wybitna specjalistka w dziedzinie stratygrafii i mikropaleontologii kredy i trzeciorzędu[8]
- Henry Van Wagenen Howe – zajmujący się stratygrafią i mikropaleontologią m.in. w aspekcie powstawania ropy naftowej[9],
- William M. Roggenthen[10]

oraz Friedrich Heller, Giovanni Napoleone, Paolo Cheli, Siro Corezzi, William Lowrie i inni. Wyniki tych badań były publikowane od lat 50. XX wieku, m.in. w cenionych czasopismach Evolution i Geological Society of America Bulletin oraz jako wydawnictwa książkowe.

## Metody badań
Geologicznym zapisem zachodzących zmian klimatu i ziemskich ekosystemów są profile sedymentologiczne i paleontologiczne. Podstawowe zasady, stosowane w czasie odczytu zapisu geologicznego, sformułował już w XVII w. Nicolaus Steno (anatom, geolog i biskup katolicki, beatyfikowany przez Jana Pawła II):
1. każda warstwa jest młodsza od warstwy podścielającej i starsza od warstwy nadległej (zasada superpozycji lub nadległości)
2. pierwotny układ warstw jest poziomy
3. nieciągłości warstw występują wskutek nagłych zajść (po zakończeniu depozycji osadów), np. powstania uskoku, erozji, działalności człowieka (zasada ciągłości obocznej)
4. żyły kominowe, dajki wulkanów lub inne intruzje, czyli utwory przecinające skały danej warstwy, są od nich młodsze.

Dokładniejszą interpretację zapisów umożliwiają:
- identyfikacja i datowanie skał
- rozpoznawanie i określanie liczebności skamieniałości organizmów, które zamieszkiwały środowisko w czasie sedymentacji osadów; przyjmuje się, że poszczególne gatunki pojawiały się i znikały na Ziemi równocześnie (w znaczeniu geologicznym).

Skala czasu geologicznego, utworzona na tych podstawach w XIX wieku, została później wycechowana, z użyciem metod datowania izotopowego. Do datowania najmłodszych fragmentów skorupy ziemskiej (wiek < 40 tys. lat) stosuje się izotop 14C, a do datowania skał starszych inne izotopy, np. potasu (wiek > 0,1 mln lat) lub uranu (wiek > 100 mln lat).

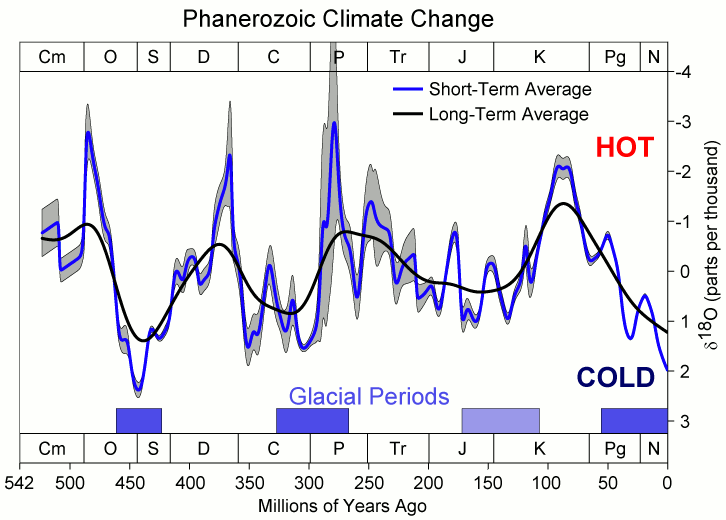
Różne stężenia O^{18} w warstwach skał osadowych są uznawane za dowód różnic temperatury w czasie ich powstawania; duża zawartość O^{18} świadczy, że organizmy tworzące osady żyły w okresie oziębienia wody.

Wymienione metody radiometryczne pozwalają określać wiek skał magmowych i metamorficznych, w których nie występują skamieniałości, a metody biostratygraficzne stosuje się w przypadku warstw skał osadowych. Nowe, bardziej uniwersalne metody datowania są wciąż poszukiwane. Do datowania skał magmowych i niektórych skał osadowych zastosowano np. metodę wykorzystującą zjawisko rewersji biegunów magnetycznych, opracowaną przez Allana Coxa. Radiometryczne datowanie skał osadowych o wieku do 65 mln lat umożliwia standardowa krzywa zależności stosunku stężeń dwóch izotopów strontu – 87Sr/86Sr – od wieku próbki (np. szkieletów koralowców, muszli mięczaków i innych skamieniałości zwierząt morskich).
W ostatnim półwieczu możliwości badawcze geochemików znacznie się zwiększyły, m.in. dzięki opanowaniu technik oznaczania stężeń izotopów trwałych. Szczególne znaczenie jest przywiązywane do oznaczeń stosunku izotopów tlenu 18O/16O (obecnie 99,759 %16O, 0,037 %17O, 0,204 %18O).
Możliwość określania 18O/16O jest szczególnie cenna w przypadku badań maksimów i minimów plejstocenu, nieformalnie nazywanego epoką lodową (ok. 2,6 mln lat temu). Badania zmian klimatu w tym okresie – prowadzone m.in. przez Harolda C. Ureya – polegają na określaniu udziału 18O np. w muszlach znalezionych w odpowiednich warstwach stratygraficznych; wyznaczony stosunek ilości obu izotopów przeważnie jest równy proporcji w środowisku, w którym muszla była budowana z CO2 lub węglanów (przyswajanych bez względu na liczbę masową tlenu). Stwierdzono, że w okresach narastania lodowców względna zawartość cięższego izotopu w wodzie wzrasta. Jest to związane z większą lotnością wody lżejszej (16O), która po odparowaniu nie wraca do oceanu, (jak to się dzieje w zamkniętym cyklu hydrologicznym) – jest zatrzymywana w tworzącym się lodzie. W miarę postępu zlodowacenia zwiększa się różnica między zawartościami 18O w lodzie i wodzie oceanów (środowisku życia). Wahania stężenia tego izotopu w skamieniałościach różnych warstw pozwoliły wykazać, że w okresie ostatnich 2 mln lat nastąpiło ok. 60 większych wahnięć wskazujących na postęp zlodowacenia (w tym cztery najbardziej wyraźne w ostatnich 800 tys. lat).
Odczytanie zarejestrowanej w skałach i skamieniałościach historii Ziemi jest zadaniem wciąż nierozwiązanym. Na Ziemi równocześnie zachodziły złożone procesy geologiczne i ewolucja biologiczna, zmieniał się skład atmosfery i hydrosfery, zmieniała się aktywność Słońca i odległość Ziemi od Słońca. Zrozumienie przeszłości utrudnia fakt, że w czasie minionych 4,5 mld lat miały miejsce liczne zdarzenia krótkotrwałe, które nie pozostawiły śladów w geologicznym zapisie. Skomplikowane jest również uwzględnienie w interpretacjach tego zapisu zjawisk o charakterze sprzężeń zwrotnych – ujemnych lub dodatnich, czyli sprzyjających utrzymaniu stanu dynamicznej równowagi globalnego ekosystemu lub pogłębiających chwilowe odchylenia od tego stanu. Rozwiązywanie takich problemów bardzo ułatwia zastosowanie nowoczesnych technik modelowania matematycznego. Tworzone są np. złożone klimatyczne modele matematyczne, których celem jest przewidywanie nadchodzących zmian klimatu na podstawie ogólnych praw fizyki oraz wiedzy o czynnikach kształtujących klimat Ziemi w przeszłości i obecnie.

## Tętno Ziemi
Określenie „tętno Ziemi” jest stosowane od czasu wydania w roku 1947 popularnej książki The Pulse of the Earth. Jej autorem jest holenderski geolog Johannes H.F. Umbgrove, który pisał tę pracę w okresie wojny światowej, część w hitlerowskim więzieniu. Był on jednym z pierwszych geologów, próbujących znaleźć korelacje między wieloma poznanymi już zdarzeniami w historii globu, np. górotwórczością i wulkanizmem, zmianami poziomu morza, różnicowaniem się mórz, temperaturą. Mimo że stosował niedokładne skale czasu, dostrzegł interesujące zbieżności. Wywołał trwające do dzisiaj naukowe polemiki między wytrwałymi poszukiwaczami dowodów istnienia powtarzalnych sekwencji zdarzeń („periodystami” i „cyklomaniakami”) i krytykami tej postawy; Tjeerd H. van Andel pisał na ten temat:

Cykliczna historia Ziemi jest prosta i łatwo przyswajalna, gdy tymczasem przypadkowa sekwencja zdarzeń jest trudna do ustalenia, trudno ją zrozumieć, a polubić – nie sposób.

Wyrażając uznanie dla twórców teorii wielkich cykli przytoczył równocześnie opinię H. L. Menkena: 

Każdy złożony problem ma swe rozwiązanie, które jest proste, eleganckie i całkowicie błędne.

Mimo wielu opinii krytycznych poszukiwania „periodystów” są wciąż kontynuowane. Niektóre z okresowych zmian warunków meteorologicznych w poszczególnych miejscach powierzchni Ziemi oraz na całym globie nie budzą wątpliwości i są regularne. Należą do nich zmiany spowodowane m.in.:
- obrotowym ruchem Ziemi wokół własnej osi i wokół Słońca oraz grawitacyjnym oddziaływaniem Księżyca (dzień/noc, przypływ/odpływ, zima/lato),
- zmianami aktywności słonecznej (cykl ok. 11-letni),
- zmianami kształtu orbity Ziemi (ekscentryczność; okres ok. 100 tys. lat), nachylenia osi względem płaszczyzny ekliptyki (okres ok. 41 tys. lat) i precesją planetarną (rok platoński, cykl ok. 22 tys. lat)[14].

Zgromadzono dużą liczbę dowodów potwierdzających cykliczność oscylacji stanu oceanów i atmosfery między El Niño i La Niña oraz między ujemną i dodatnią fazą NAO oscylacji północnoatlantyckiej (cykl kilkuletni),
Wolniejsze i mniej regularne zmiany klimatu Ziemi były związane z wędrówką kontynentów (zob. tektonika płyt). Kontynenty nieustannie przesuwają się na swoich płytach po półpłynnej astenosferze, z czym wiąże się powstawanie nowej płyty oceanicznej w strefach spreadingu z równoczesnym zagłębianiem się i przetapianiem płyty starej (pokrytej osadami) w strefie subdukcji. Co ok. 500 mln lat powstaje ponownie jeden superkontynent (zob. cykl Wilsona nazywany cyklem superkontynentalnym, ewolucja kontynentów).

Rozpad Pangei – część cyklu superkontynentalnego

Wśród najdokładniej poznanych zdarzeń wymienia się:
- 1100 mln lat temu – powstanie superkontynentu o nazwie Rodinia (750 mln lat temu rozpada się na Laurencję, kraton Konga i Proto-Gondwanę),
- 600 mln lat temu – powstanie superkontynentu Pannocji (550 mln lat temu rozpad się na kontynenty paleozoiku),
- 250 mln lat temu – powstanie superkontynentu Pangei (ok. 180 mln lat temu pęka – powstają Gondwana i Laurazja; Laurazja daje początek Ameryce Północnej i Eurazji; Gondwana rozpada się na Amerykę Południową, Afrykę, Antarktydę, Australię i Indie, które w czasie ostatnich 100 mln lat dryfują w stronę Azji).

Z procesami rozpadu superkontynentów oraz z wędrówką powstających fragmentów i ich kolizjami wiązały się inne zjawiska decydujące o klimacie Ziemi, silnie wzajemnie powiązane, m.in. wulkanizm i orogeneza, powstawanie i zanikanie basenów morskich, zmiany klimatu na przemieszczających się kontynentach, powstawanie i topnienie lądolodów, zmiany warunków cyrkulacji wody oceanicznej i powietrza.
Geochemicy-periodyści uznają, że zarejestrowane w skałach zmiany stanu Ziemi są skutkiem złożenia wszystkich wymienionych zmian okresowych i cyklicznych (wynik złożenia robi wrażenie zmian chaotycznych). Podejmują się interpretacji stratygraficznych zapisów mimo świadomości, że są one niekompletne i trudno oczekiwać pełnego sukcesu.

## Skrajne stany oceanu według Fischera
U podstaw hipotezy megacykli Fischera leży jego spostrzeżenie, że okresom występowania oceanów: 
- ciepłych – w przybliżeniu odpowiadają niezależnie stwierdzane okresy transgresji,
- zimnych – w przybliżeniu odpowiadają okresy regresji.

Podstawowa różnica między właściwościami wody oceanów cieplarni i chłodni dotyczy jej gęstości. Tworzenie się płytkich mórz, szeroko rozlewających się w strefie międzyzwrotnikowej, sprzyjało intensywnemu parowaniu i zwiększaniu się zasolenia wody (zob. kryzys messyński). Przemieszczanie się takiej wody powierzchniowej do oceanów przypomina współczesny spływ wód z Morza Śródziemnego do Atlantyku – ich gęstość sprawia, że zgłębiają się pod warstwę oceanicznej wody powierzchniowej. Według Fischera powszechność tego zjawiska w okresach transgresji mórz powodowała, że wody abisalne oceanów były dużo cieplejsze niż obecnie, a strumienie natlenionej wody powierzchniowej spływały w głąb znacznie wolniej. Miało to istotny wpływ na rozwój morskich biocenoz i tempo gromadzenia się dennych osadów (źródeł obecnie eksploatowanych złóż ropy naftowej).
| Cechy oceanu                                               | Stan chłodni (np. dzisiejsza Ziemia)                                                                    | Stan cieplarni (np. ocean okresu kredowego ) |
| rozwarstwienie                                             | silne, stabilne                                                                                         | mniej wyraźne i niestabilne |
| temperatura wód powierzchniowych w strefie okołobiegunowej | < 2 °C                                                                                                  | 12–15 °C |
| temperatura wód powierzchniowych w strefie równikowej      | > 25 °C                                                                                                 | niewiele wyższa niż w stanie chłodni |
| temperatura wód przydennych                                | + 2 °C w interglacjale + 1 °C w glacjale                                                                | do 15 °C w strefie równikowej do ok. 10 °C w strefie okołobiegunowej |
| szybkość cyrkulacji pionowej (powstawanie osadów)          | ożywiony przepływ bogatych w tlen wód przydennych, silne utlenianie, mało materii organicznej w osadach | mała gęstość wód powierzchniowych powoduje powolny przepływ wód przydennych o małej zawartości tlenu, nie utleniona materia organiczna pogrzebana w osadach (powstawanie ropy naftowej) |
| produktywność ekosystemu                                   | zróżnicowana, np. wysoka produktywność małych obszarów upwellingu                                       | niska |
| biocenoza                                                  | ekosystemy mało zróżnicowane o dużej liczebności populacji (zakwity mórz, m.in.plankton jednogatunkowy) | ekosystemy bardzo zróżnicowane gatunkowo, lecz mniejsza liczebność populacji (m.in. wielkie gady morskie)                                                                               |

Porównanie dwóch stanów oceanu według Fischera

Na podstawie analizy korelacji danych dotyczących masowych wymierań, poziomu morza, wulkanizmu i klimatu, obejmujących okres ponad 600 mln lat, Fischer wyodrębnił następujące fazy megacyklu:
- prekambr i część kambru – chłodnia,
- koniec kambru, ordowik, sylur i niemal cały dewon – cieplarnia,
- koniec dewonu, karbon, perm i większa część triasu – chłodnia,
- koniec triasu, jura, kreda i początek kenozoiku – cieplarnia,
- współczesna część kenozoiku – chłodnia.

Kontynuatorzy prac Alfreda Fischera (m.in. John Veevers) opracowali ulepszone wersje megacykli, dalej sięgające w przeszłość i wybiegające w przyszłość (z uwzględnieniem antropopresji – efektu cieplarnianego wywołanego przez człowieka).

## Opinie
W zakończeniu rozdziału książki „Nowe spojrzenie na starą planetę” zatytułowanego „Inne czasy, inne oceany” Tjeerd H. van Andel napisał:

Oto pożywka dla pomysłów lecz dopóki nie zdobędziemy znacznie większej wiedzy – pomysłów bardzo ostrożnych.

oraz:

Zwolennicy eustatycznych zmian poziomu morza gwałtownie sprzeciwiają się tej idei i podkreślają słabość materiału dowodowego oraz usiłują wykazać, że gdyby był on lepszy, wszyscy uznaliby ciepłą Ziemię jedynie za produkt naszej wyobraźni. Do chóru wątpiących dołączyło wielu specjalistów zajmujących się modelowaniem klimatu, bowiem nie będąc w stanie sporządzić modelu o ciepłych biegunach, sądzą oni, że coś jest nie w porządku z dowodami. Przypuszczam, że w każdym z nas siedzi trochę uniformitarianizmu, ale w tym przypadku dobrze byłoby zawierzyć zdrowemu rozsądkowi. [...] Na razie wydaje się rozsądne, by zaufać przede wszystkim materialnym dowodom i pozostać przy opowieści o dwóch stanach oceanu, czy też dwóch stanach Ziemi...